# Seidō
Ne doit pas être confondu avec Seidokaikan (en)

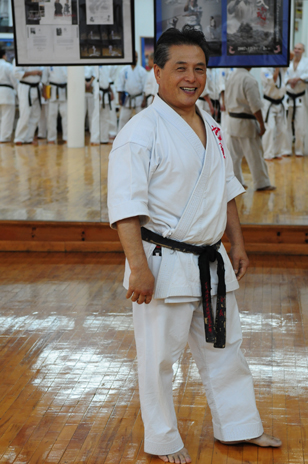
Le créateur du style de karaté Seido, Tadashi Nakamura, en Pologne.

Seidō est un style de karaté fondé en 1976 par Tadashi Nakamura (it). Ce style fait intervenir une combinaison entre la résonance de l'esprit (le kiin) et la vitalité. C'est une forme traditionnelle de karaté japonais pour enfants, adolescents et adultes.